# Рёсслер, Стефан
Сте́фан «Стефи» Рёсслер (нем. Stefan "Steffi" Rossler) — немецкая кёрлингистка.
В составе женской сборной Германии участница чемпионата мира 1990 (заняли пятое место). Чемпионка Германии среди женщин.
Играла на позиции второго.

## Достижения
- Чемпионат Германии по кёрлингу среди женщин: золото (1990).

## Команды
| Сезон   | Четвёртый         | Третий      | Второй         | Первый      | Запасной             | Турниры                      |
| ------- | ----------------- | ----------- | -------------- | ----------- | -------------------- | ---------------------------- |
| 1989—90 | Альмут Хеге-Шёлль | Сюзанн Финк | Стефан Рёсслер | Ina Räderer | Йозефине Айнсле (ЧМ) | ЧГЖ 1990 · ЧМ 1990 (5 место) |

(скипы выделены полужирным шрифтом)